# Repubblica del Congo ai Giochi della XXIV Olimpiade
La Repubblica del Congo partecipò ai Giochi della XXIV Olimpiade, svoltisi a Seul, Corea del Sud, dal 17 settembre al 2 ottobre 1988, con una delegazione di 7 atleti impegnati in una disciplina.